# The Cisco Kid (série de televisão)
The Cisco Kid  , foi uma série de TV de faroeste exibido na emissora de televisão americana de 1950 a 1956, estrelada por Duncan Renaldo como Cisco Kid e Leonardo Carrillo como Pancho. O personagem Cisco Kid foi criado pelo escritor americano O. Henry no conto "The Caballero's Way", publicado na coletânea Heart of the West.  Na série, Kid foi descrito como um heroico caballero mexicano, uma espécie de Robin Hood do Velho Oeste,  mesmo que ele tenha sido criado como um bandido cruel americano.